# Championnat d'Allemagne de football de deuxième division 1967-1968
Navigation
Regionalliga
1966-1967 Regionalliga
1968-1969
La Regionalliga 1967-1968 fut une compétition de football organisée par la Deutscher Fußball Bund au 2e niveau de la hiérarchie du football ouest-allemand.
Ce fut la 5e édition de cette compétition, qui se décomposait en une première phase séparée en cinq groupes (Nord, Berlin, West, Südwest, Süd), puis un tour de promotion (en allemand : Aufstiegsrunde in die Bundesliga) qui avait pour but de désigner les deux clubs promus en Bundesliga (D1).
De 1964 à 1974, ce format resta en vigueur, avec une variation du nombre de participants et du nombre de qualifiés selon les différentes "Regionalligen".

## Regionalliga Nord
Le Regionalliga Nord 1967-1968 fut une ligue située au 2e niveau de la hiérarchie du football ouest-allemand.
Ce fut la 5e édition de cette ligue qui couvrait le même territoire que l'ancienne Oberliga Nord, c'est-à-dire les villes libres de Brême et de Hambourg et les Länder de Basse-Saxe et du Schleswig-Holstein, donc les clubs affiliés à une des quatre fédérations composant la Norddeutscher Fußball-Verband (NFV).
Selon le règlement en vigueur, il n'y eut jamais de montant direct depuis les Regionalligen vers la Bundesliga. Un tour final annuel (en allemand : Aufstiegsrunde in die Bundesliga) regroupa les champions et qualifiés de chaque Regionalliga afin de désigner les deux promus.

### Compétition

#### Légende
| Légende         | |
| (T)             | Tenant du titre de la Regionalliga Nord.                                                             |
| C/TF            | Champion et qualifié pour le tour final pour une éventuelle montée en Bundesliga la saison suivante. |
| TF              | qualifié pour le tour final pour une éventuelle montée en Bundesliga la saison suivante.             |
| R               | club relégué vers les séries d'Amateurliga pour la saison suivante.                                  |
| en augmentation | club promu des séries d'Amateurliga depuis la saison précédente.                                     |

#### Classement
À partir de cette saison, les égalités au sein des ligues du football allemand sont départagées selon le principe de la "Tordifferenz" (différence de buts) et non plus par le Torquotient (moyenne de buts).
|      |    |                         | M  | G  | N  | P  | +  | -  | DB  | Pts |
| ---- | -- | ----------------------- | -- | -- | -- | -- | -- | -- | --- | --- |
| C/TF | 1  | SV Arminia Hannover (T) | 32 | 20 | 4  | 8  | 64 | 25 | +39 | 44  |
| TF   | 2  | 1. SC Göttingen 05      | 32 | 20 | 4  | 8  | 66 | 36 | +30 | 44  |
|      | 3  | VfL Wolfsburg           | 32 | 17 | 9  | 6  | 61 | 34 | +27 | 43  |
|      | 4  | FC St. Pauli            | 32 | 17 | 7  | 8  | 60 | 30 | +30 | 41  |
|      | 5  | TuS Bremerhaven 93      | 32 | 17 | 5  | 10 | 48 | 53 | -5  | 39  |
|      | 6  | 1. FC Phönix Lübeck     | 32 | 15 | 7  | 10 | 49 | 39 | +10 | 37  |
|      | 7  | VfL Osnabrück           | 32 | 13 | 8  | 11 | 51 | 43 | +8  | 34  |
|      | 8  | Kieler SV Holstein      | 32 | 14 | 5  | 13 | 47 | 37 | +10 | 33  |
|      | 9  | VfB Lübeck              | 32 | 13 | 7  | 12 | 44 | 41 | +3  | 33  |
|      | 10 | SC Sperber              | 32 | 13 | 6  | 13 | 53 | 63 | -10 | 32  |
|      | 11 | VfB Oldenburg           | 32 | 10 | 10 | 12 | 49 | 49 | 0   | 30  |
|      | 12 | Itzehoer SV 09          | 32 | 10 | 7  | 15 | 50 | 64 | -14 | 27  |
|      | 13 | SC Concordia Hamburg    | 32 | 10 | 3  | 19 | 42 | 52 | -10 | 23  |
|      | 14 | HSV Barmbek-Uhlenhorst  | 32 | 10 | 3  | 19 | 56 | 79 | -23 | 23  |
|      | 15 | ASV Bergedorf 85        | 32 | 8  | 6  | 18 | 31 | 54 | -17 | 22  |
| R    | 16 | FC Altona 93            | 32 | 8  | 4  | 20 | 37 | 78 | -31 | 20  |
| R    | 17 | TuS Haste 01            | 32 | 8  | 3  | 21 | 40 | 71 | -31 | 19  |

### Relégation depuis la Bundesliga
À la fin de cette saison, aucun club affilié à la Norddeutscher Fußball-Verband (NFV) ne fut relégué de la Bundesliga.

### Relégation/Montée avec l'étage inférieur
À la fin de la saison, les deux derniers classés furent relégués vers les séries d'Amateurliga. 
Deux formations furent promues à l'issue du tour final des Amateurligen ("Bremen", "Hamburg", "Niedersachsen" et "Schleswig-Holstein"). Les montants furent Heider SV et TuS Celle FC.

## Regionalliga Berlin
Le Regionalliga Berlin 1967-1968 fut une ligue située au 2e niveau de la hiérarchie du football ouest-allemand.
Ce fut la 5e édition de cette ligue qui couvrait le même territoire que l'ancienne Oberliga Berlin, c'est-à-dire la zone de Berlin-Ouest et donc concernait les clubs affiliés à la Verband Berliner Ballspielvereine (VBB).
Selon le règlement en vigueur, il n'y eut jamais de montant direct depuis les Regionalligen vers la Bundesliga. Un tour final annuel (en allemand : Aufstiegsrunde in die Bundesliga) regroupa les champions et qualifiés de chaque Regionalliga afin de désigner les deux promus.

### Compétition

#### Légende
| Légende         | |
| (T)             | Tenant du titre de la Regionalliga Berlin.                                                           |
| C/TF            | Champion et qualifié pour le tour final pour une éventuelle montée en Bundesliga la saison suivante. |
| TF              | Qualifié pour le tour final pour une éventuelle montée en Bundesliga la saison suivante.             |
| en augmentation | club promu des séries inférieures depuis la saison précédente.                                       |
| R               | club relégué vers les séries de l'Amateurliga Berlin pour la saison suivante.                        |

#### Classement
À partir de cette saison, les égalités au sein des ligues du football allemand sont départagées selon le principe de la "Tordifferenz" (différence de but) et non plus par le "Torquotient" (moyenne de buts).
|      |    |                          | M  | G  | N  | P  | +   | -   | DB  | Pts |
| ---- | -- | ------------------------ | -- | -- | -- | -- | --- | --- | --- | --- |
| C/TF | 1  | Hertha BSC Berlin (T)    | 30 | 26 | 3  | 1  | 104 | 11  | +93 | 55  |
| TF   | 2  | Tennis Borussia Berlin   | 30 | 23 | 4  | 3  | 108 | 29  | +79 | 50  |
|      | 3  | FC Hertha 03 Zehlendorf  | 30 | 18 | 5  | 7  | 69  | 45  | +24 | 41  |
|      | 4  | SC Wacker 04 Berlin      | 30 | 17 | 6  | 7  | 90  | 58  | +32 | 40  |
|      | 5  | SC Tasmania 1900 Berlin  | 30 | 11 | 11 | 7  | 57  | 32  | +25 | 35  |
|      | 6  | Berliner FC Südring      | 30 | 12 | 7  | 11 | 51  | 42  | -9  | 31  |
|      | 7  | Spandauer SV             | 30 | 12 | 6  | 12 | 62  | 53  | +9  | 30  |
|      | 8  | SV Blau-Weiss Berlin     | 30 | 12 | 6  | 12 | 43  | 47  | -4  | 30  |
|      | 9  | Berliner SV 92           | 30 | 8  | 10 | 12 | 46  | 59  | -13 | 26  |
|      | 10 | Berliner FC Alemannia 90 | 30 | 8  | 9  | 13 | 44  | 58  | -14 | 25  |
|      | 11 | Reinickendorfer Füchse   | 30 | 9  | 6  | 15 | 51  | 68  | -17 | 24  |
|      | 12 | 1. FC Neukölln           | 30 | 8  | 8  | 14 | 41  | 66  | -25 | 24  |
|      | 13 | SC Rapide Wedding 1893   | 30 | 7  | 7  | 16 | 51  | 72  | -21 | 21  |
|      | 14 | BSC Kickers 1900         | 30 | 7  | 6  | 17 | 29  | 69  | -40 | 20  |
| R    | 15 | Neuköllner Sportfreunde  | 30 | 6  | 3  | 21 | 32  | 111 | -79 | 15  |
| R    | 16 | VfB Hermsdorf            | 30 | 4  | 5  | 21 | 39  | 97  | -58 | 13  |

### Relégation depuis la Bundesliga
À la fin de cette saison, aucun club affilié à la Verband Berliner Ballspielvereine (VBB) ne fut relégué de la Bundesliga.

### Relégation/Montée avec l'étage inférieur
À la fin de la saison, les deux derniers classés furent relégués vers les séries de l'Amateurliga Berlin.
Il y eut un promu supplémentaire, car un club de la Regionalliga Berlin (Hertha BSC) monta parmi l'élite, à la suite du tour final.
Les trois montants furent Berliner FC Meteor 06, SC Staaken 1919 et VfL Nord Berlin.

## Regionalliga West
Le Regionalliga West 1967-1968 fut une ligue située au 2e niveau de la hiérarchie du football ouest-allemand.
Ce fut la 5e édition de cette ligue qui couvrait le même territoire que les anciennes Oberliga et 2. Oberliga West, c'est-à-dire le Land de Rhénanie du Nord-Wesphalie, donc les clubs affiliés à une des trois fédérations composant la Westdeutscher Fußball-und Leichtathletikverband (WFLV).
Selon le règlement en vigueur, il n'y eut jamais de montant direct depuis les Regionalligen vers la Bundesliga. Un tour final annuel (en allemand : Aufstiegsrunde in die Bundesliga) regroupa les champions et qualifiés de chaque Regionalliga afin de désigner les deux promus.

### Compétition

#### Légende
| Légende         | |
| C/TF            | Champion et qualifié pour le tour final pour une éventuelle montée en Bundesliga la saison suivante. |
| TF              | Qualifié pour le tour final pour une éventuelle montée en Bundesliga la saison suivante.             |
| R               | club relégué vers les séries de Verbandsliga pour la saison suivante.                                |
| en diminution   | club relégué de la Bundesliga depuis la saison précédente.                                           |
| en augmentation | club promu des séries de Verbandsliga depuis la saison précédente.                                   |

#### Classement
À partir de cette saison, les égalités au sein des ligues du football allemand sont départagées selon le principe de la "Tordifferenz" (différence de buts)  et non plus par le "Torquotient" (moyenne de buts).
|      |    |                            | M  | G  | N  | P  | +  | -  | DB  | Pts |
| ---- | -- | -------------------------- | -- | -- | -- | -- | -- | -- | --- | --- |
| C/TF | 1  | SV Bayer 04 Leverkusen     | 34 | 22 | 8  | 4  | 70 | 32 | +38 | 52  |
| TF   | 2  | Rot-Weiss Essen            | 34 | 22 | 8  | 4  | 73 | 55 | +18 | 52  |
|      | 3  | Rot-Weiss Oberhausen       | 34 | 23 | 5  | 6  | 77 | 32 | +45 | 51  |
|      | 4  | DSC Arminia Bielefeld      | 34 | 19 | 8  | 7  | 77 | 44 | +33 | 46  |
|      | 5  | VfL Bochum                 | 34 | 18 | 6  | 10 | 65 | 32 | +32 | 42  |
|      | 6  | Fortuna Düsseldorf         | 34 | 11 | 13 | 10 | 65 | 49 | +16 | 35  |
|      | 7  | Schwarz-Weiss Essen        | 34 | 12 | 11 | 11 | 56 | 46 | +10 | 35  |
|      | 8  | Lüner SV                   | 34 | 13 | 7  | 14 | 46 | 65 | -19 | 33  |
|      | 9  | Sportfreunde Hamborn 07    | 34 | 11 | 9  | 14 | 60 | 61 | -1  | 31  |
|      | 10 | SC Viktoria 04 Köln        | 34 | 12 | 7  | 15 | 48 | 51 | -3  | 31  |
|      | 11 | TSV Marl-Hüls              | 34 | 12 | 7  | 15 | 49 | 56 | -7  | 31  |
|      | 12 | VfR Neuss                  | 34 | 12 | 7  | 15 | 51 | 61 | -10 | 31  |
|      | 13 | SC Preussen Münster        | 34 | 10 | 9  | 15 | 45 | 50 | -5  | 29  |
|      | 14 | SG Eintracht Gelsenkirchen | 34 | 11 | 7  | 16 | 43 | 56 | -13 | 29  |
|      | 15 | Wuppertaler SV             | 34 | 10 | 8  | 16 | 31 | 51 | -20 | 28  |
|      | 16 | SC Fortuna Köln            | 34 | 7  | 9  | 18 | 45 | 81 | -36 | 23  |
| R    | 17 | SC Westfalia 05 Herne      | 34 | 6  | 7  | 21 | 27 | 74 | -47 | 19  |
| R    | 18 | VfB Bottrop                | 34 | 3  | 8  | 23 | 20 | 72 | -52 | 14  |

### Relégation depuis la Bundesliga
À la fin de cette saison, aucun club affilié à la Westdeutscher Fußball-und Leichtathletikverband (WFLV) ne fut relégué de la Bundesliga.

### Relégation/Montée avec l'étage inférieur
À la fin de la saison, les deux derniers classés furent relégués vers les séries de Verbandsliga et remplacés par deux montants : Bonner SC et Eintracht Duisburg 1848.

## Regionalliga Südwest
Le Regionalliga Südwest 1967-1968 fut une ligue située au 2e niveau de la hiérarchie du football ouest-allemand.
Ce fut la 5e édition de cette ligue qui couvrait le même territoire que les anciennes Oberliga et 2. Oberliga Südwest, c'est-à-dire les Länder de Rhénanie-Palatinat et de Sarre, donc les clubs affiliés à une des trois fédérations composant la Fußball-Regional-Verband Südwest (FRVS).
Selon le règlement en vigueur, il n'y eut jamais de montant direct depuis les Regionalligen vers la Bundesliga. Un tour final annuel (en allemand : Aufstiegsrunde in die Bundesliga) regroupa les champions et qualifiés de chaque Regionalliga afin de désigner les deux promus.

### Compétition

#### Légende
| Légende         | |
| C/TF            | Champion et qualifié pour le tour final pour une éventuelle montée en Bundesliga la saison suivante. |
| TF              | qualifié pour le tour final pour une éventuelle montée en Bundesliga la saison suivante.             |
| R               | club relégué vers les séries d'Amateurliga pour la saison suivante.                                  |
| en augmentation | club promu des séries d'Amateurliga depuis la saison précédente.                                     |

#### Classement
À partir de cette saison, les égalités au sein des ligues du football allemand sont départagées selon le principe de la "Tordifferenz" (différence de but) et non plus par le "Torquotient" (moyenne de buts).
|      |    |                              | M  | G  | N  | P  | +  | -  | DB  | Pts |
| ---- | -- | ---------------------------- | -- | -- | -- | -- | -- | -- | --- | --- |
| C/TF | 1  | SV Alsenborn                 | 30 | 24 | 3  | 3  | 87 | 21 | +46 | 51  |
| TF   | 2  | TuS Neuendorf                | 30 | 18 | 6  | 6  | 66 | 29 | +37 | 42  |
|      | 3  | FK Pirmasens                 | 30 | 18 | 5  | 7  | 57 | 31 | +26 | 41  |
|      | 4  | 1. FSV Mainz 05              | 30 | 15 | 8  | 7  | 57 | 32 | +25 | 38  |
|      | 5  | 1. FC Saarbrücken            | 30 | 12 | 10 | 8  | 55 | 37 | +18 | 34  |
|      | 6  | SV Südwest 1848 Ludwigshafen | 30 | 13 | 7  | 10 | 45 | 32 | +13 | 33  |
|      | 7  | SV Röchling Völklingen 06    | 30 | 12 | 9  | 9  | 53 | 47 | +6  | 33  |
|      | 8  | Eintracht Trier              | 30 | 11 | 10 | 9  | 57 | 46 | +9  | 32  |
|      | 9  | SV Saar 05 Saarbrücken       | 30 | 12 | 7  | 11 | 32 | 35 | -13 | 31  |
|      | 10 | FC 08 Homburg                | 30 | 11 | 8  | 11 | 41 | 53 | -12 | 30  |
|      | 11 | SpVgg Weisenau               | 30 | 10 | 7  | 13 | 42 | 60 | -18 | 27  |
|      | 12 | VfR Wormatia Worms 08        | 30 | 8  | 9  | 13 | 34 | 40 | -6  | 25  |
|      | 13 | VfR Frankenthal              | 30 | 9  | 7  | 14 | 35 | 63 | -28 | 25  |
| R    | 14 | SC 1893 Friedrichsthal       | 30 | 8  | 5  | 17 | 42 | 60 | -18 | 21  |
| R    | 15 | Ludwigshafener SC 1925       | 30 | 3  | 4  | 23 | 27 | 90 | -63 | 10  |
| R    | 16 | SSV 1921 Mülheim             | 30 | 2  | 3  | 25 | 22 | 76 | -54 | 7   |

### Relégation depuis la Bundesliga
À la fin de cette saison, un club (B. Neunkirchen) affilié à la Fußball-Regional-Verband Südwest (FRVS) fut relégué de la Bundesliga.

### Relégation/Montée avec l'étage inférieur
À la fin de la saison, les trois derniers classés furent relégués vers les séries d'Amateurliga. Le descendant supplémentaire avait pour cause la relégation d'un club de la "Regionalliga Südwest" (B. Neunkirchen) depuis la Bundesliga.
Deux formations furent promues après le tour final des Amateurligen ("Rheinland", "Saarland" et "Südwest"). Les montants furent : FC Teutonia 08 Landsweiler et FV Speyer.

## Regionalliga Süd
Le Regionalliga Süd 1967-1968 fut une ligue située au 2e niveau de la hiérarchie du football ouest-allemand.
Ce fut la 5e édition de cette ligue qui couvrait le même territoire que les anciennes Oberliga et 2. Oberliga Süd, c'est-à-dire les Länder de Bade-Wurtemberg, de Bavière et de Hesse, donc les clubs affiliés à une des cinq fédérations composant la Süddeutscher Fußball-Verband (SFV).
Selon le règlement en vigueur, il n'y eut jamais de montant direct depuis les Regionalligen vers la Bundesliga. Un tour final annuel (en allemand : Aufstiegsrunde in die Bundesliga) regroupa les champions et qualifiés de chaque Regionalliga afin de désigner les deux promus.

### Compétition

#### Légende
| Légende         | |
| (T)             | Tenant du titre de la Regionalliga Süd.                                                              |
| C/TF            | Champion et qualifié pour le tour final pour une éventuelle montée en Bundesliga la saison suivante. |
| TF              | qualifié pour le tour final pour une éventuelle montée en Bundesliga la saison suivante.             |
| R               | club relégué vers les séries d'Amateurliga pour la saison suivante.                                  |
| en augmentation | club promu des séries d'Amateurliga depuis la saison précédente.                                     |

#### Classement
À partir de cette saison, les égalités au sein des ligues du football allemand sont départagées selon le principe de la "Tordifferenz" (différence de but) et non plus par le "Torquotient" (moyenne de buts).
|      |    |                            | M  | G  | N  | P  | +  | -  | DB  | Pts |
| ---- | -- | -------------------------- | -- | -- | -- | -- | -- | -- | --- | --- |
| C/TF | 1  | FC Bayern Hof 1910         | 34 | 23 | 8  | 3  | 85 | 56 | +29 | 54  |
| TF   | 2  | Offenbacher FC Kickers (T) | 34 | 21 | 11 | 2  | 75 | 27 | +58 | 53  |
|      | 3  | SSV Reutlingen             | 34 | 22 | 1  | 11 | 77 | 39 | +38 | 45  |
|      | 4  | SV Stuttgarter Kickers     | 34 | 20 | 4  | 10 | 75 | 51 | +24 | 44  |
|      | 5  | 1. FC Schweinfurt 05       | 34 | 16 | 9  | 9  | 55 | 48 | +7  | 41  |
|      | 6  | VfR Mannheim               | 36 | 15 | 8  | 11 | 75 | 55 | +20 | 38  |
|      | 7  | SpVgg Fürth                | 34 | 17 | 4  | 13 | 48 | 39 | -9  | 38  |
|      | 8  | KSV Hessen Kassel          | 34 | 15 | 7  | 12 | 64 | 63 | +1  | 37  |
|      | 9  | Freiburger FC              | 34 | 14 | 8  | 12 | 57 | 56 | +1  | 36  |
|      | 10 | FC 08 Villingen            | 34 | 12 | 11 | 11 | 41 | 43 | -2  | 35  |
|      | 11 | SC Opel 06 Rüsselsheim     | 34 | 12 | 7  | 15 | 59 | 60 | -1  | 31  |
|      | 12 | SV Waldhof Mannheim 07     | 34 | 12 | 6  | 16 | 55 | 62 | -7  | 30  |
|      | 13 | TSV Schwaben Augsburg      | 34 | 10 | 8  | 16 | 47 | 54 | -7  | 28  |
|      | 14 | SV Darmstadt 98            | 34 | 8  | 8  | 18 | 45 | 71 | -26 | 24  |
|      | 15 | SSV Jahn Regensburg        | 34 | 8  | 6  | 20 | 37 | 77 | -40 | 22  |
| R    | 16 | FSV Frankfurt              | 34 | 5  | 10 | 19 | 37 | 61 | -24 | 20  |
| R    | 17 | TSG Backnang 1919          | 34 | 4  | 10 | 20 | 45 | 94 | -49 | 18  |
| R    | 18 | SV Wiesbaden 1899          | 34 | 4  | 10 | 20 | 37 | 78 | -41 | 18  |

### Relégation depuis la Bundesliga
À la fin de cette saison, un club (Karlsruher SC) affilié à la Süddeutscher Fußball-Verband (SFV) fut relégué de la Bundesliga.

### Relégation/Montée avec l'étage inférieur
À la fin de la saison, les trois derniers classés furent relégués vers les séries d'Amateurliga.
Il n'y eut ni descendant supplémentaire vers les séries d'Amateurliga, ni montant supplémentaire de celles-ci, car si les Kickers Offenbach gagnèrent le droit de monter en Bundesliga, à la fin du tour final, Karlsruhe était relégué de l'élite.
Trois formations furent promues à l'issue du tour final des Amateurligen ("Bade-Württemberg", "Bayern" et "Hessen"). Les montants furent ESV Ingolstadt-Ringsee, Rot-Weiss Francfort et VfL Neckarau.

## Tour de promotion
Le Tour de promotion des Regionalligen 1967-1968 (en allemand : Aufstiegsrunde in die Bundesliga) fut une compétition de football organisée par la Deutscher Fussball Bund, au 2e niveau de la hiérarchie du football ouest-allemand.
Ce fut la 5e édition de cette compétition qui avait pour but de désigner les deux clubs promus entre la Regionalliga (D2) et la Bundesliga (D1).
De 1964 à 1974, il n'y eut aucun montant direct du 2e vers le 1er niveau du football ouest-allemand. Le tour final décida quels étaient les promus.
Au fil des onze éditions, le nombre de participants et surtout le nombre de qualifiés selon les différentes "Regionalligen" évoluèrent.

### Les 10 Participants 1967-1968
- Regionalliga Nord:
  - SV Arminia Hannover
  - 1. SC Göttingen
- Regionalliga Berlin:
  - Hertha BSC Berlin
  - Tennis Borussia Berlin
- Regionalliga West:
  - SV Bayer 04 Leverkusen
  - Rot-Weiss Essen
- Regionalliga Südwest:
  - SV Alsenborn
  - TuS Neuendorf
- Regionalliga Süd:
  - FC Bayern Hof 1910
  - Offenbacher FC Kickers

### Résultats & Classements
Les dix équipes qualifiées furent réparties en deux groupes de cinq. Dans les deux groupes respectifs, les différents engagés s'affrontèrent par matches "aller/retour".
À partir de cette saison, les égalités au sein des ligues du football allemand sont départagées selon le principe de la "Tordifferenz" (différence de but) et non plus par le "Torquotient" (moyenne de buts).

#### Légende
| Légende |                                                                |
| P       | Vainqueur de groupe et promu en Bundesliga la saison suivante. |

#### Groupe 1

##### Matches
| Dates      | Matches                                         | Résultats | Remarques |
| ---------- | ----------------------------------------------- | --------- | --------- |
| 18/05/1968 | TuS Neuendorf – SV Arminia Hannover             | 1-0       |           |
| 18/05/1968 | Tennis Borussia Berlin – SV Bayer 04 Leverkusen | 2-4       |           |
| 22/05/1968 | SV Arminia Hannover – Tennis Borussia Berlin    | 1-0       |           |
| 22/05/1968 | SV Bayer 04 Leverkusen – Offenbach FC Kickers   | 1-1       |           |
| 26/05/1968 | Offenbach FC Kickers – SV Arminia Hannover      | 1-0       |           |
| 26/05/1968 | Tennis Borussia Berlin –TuS Neuendorf           | 2-1       |           |
| 29/05/1968 | SV Arminia Hannover – SV Bayer 04 Leverkusen    | 1-1       |           |
| 29/05/1968 | TuS Neuendorf – Offenbach FC Kickers            | 0-0       |           |
| 03/06/1968 | Offenbach FC Kickers – Tennis Borussia Berlin   | 4-1       |           |
| 03/06/1968 | SV Bayer 04 Leverkusen – TuS Neuendorf          | 1-1       |           |
| 09/06/1968 | SV Arminia Hannover – TuS Neuendorf             | 1-1       |           |
| 09/06/1968 | SV Bayer 04 Leverkusen – Tennis Borussia Berlin | 4-1       |           |
| 12/06/1968 | Tennis Borussia Berlin – SV Arminia Hannover    | 2-1       |           |
| 12/06/1968 | Offenbach FC Kickers – SV Bayer 04 Leverkusen   | 2-1       |           |
| 16/06/1968 | SV Arminia Hannover – Offenbach FC Kickers      | 3-2       |           |
| 16/06/1968 | TuS Neuendorf – Tennis Borussia Berlin          | 1-1       |           |
| 19/06/1968 | SV Bayer 04 Leverkusen – SV Arminia Hannover    | 4-1       |           |
| 19/06/1968 | Offenbach FC Kickers – TuS Neuendorf            | 2-0       |           |
| 23/06/1968 | Tennis Borussia Berlin – Offenbach FC Kickers   | 1-4       |           |
| 23/06/1968 | TuS Neuendorf – SV Bayer 04 Leverkusen          | 1-1       |           |

##### Classement
|   |   |                        | M | G | N | P | +  | -  | DB | Pts |
| - | - | ---------------------- | - | - | - | - | -- | -- | -- | --- |
| P | 1 | Offenbacher FC Kickers | 8 | 5 | 2 | 1 | 16 | 7  | +9 | 12  |
|   | 2 | SV Bayer 04 Leverkusen | 8 | 3 | 4 | 1 | 17 | 10 | +7 | 10  |
|   | 3 | TuS Neuendorf          | 8 | 1 | 5 | 2 | 6  | 8  | -2 | 7   |
|   | 4 | Tennis Borussia Berlin | 8 | 3 | 1 | 4 | 11 | 19 | -8 | 7   |
|   | 5 | SV Arminia Hannover    | 8 | 1 | 2 | 5 | 7  | 13 | -6 | 4   |

#### Groupe 2

##### Matches
| Dates      | Matches                                 | Résultats | Remarques |
| ---------- | --------------------------------------- | --------- | --------- |
| 18/05/1968 | Rot-Weiss Essen – Hertha BSC Berlin     | 2-2       |           |
| 18/05/1968 | 1. SC Göttingen 05 – SV Alsenborn       | 3-0       |           |
| 22/05/1968 | Hertha BSC Berlin – 1. SC Göttingen 05  | 1-0       |           |
| 22/05/1968 | FC Bayern Hof 1910 – Rot-Weiss Essen    | 0-1       |           |
| 26/05/1968 | 1. SC Göttingen 05 – FC Bayern Hof 1910 | 3-1       |           |
| 26/05/1968 | SV Alsenborn – Hertha BSC Berlin        | 2-1       |           |
| 29/05/1968 | Rot-Weiss Essen – 1. SC Göttingen 05    | 1-0       |           |
| 29/05/1968 | FC Bayern Hof 1910 – SV Alsenborn       | 2-1       |           |
| 03/06/1968 | Hertha BSC Berlin – FC Bayern Hof 1910  | 2-0       |           |
| 03/06/1968 | SV Alsenborn – Rot-Weiss Essen          | 1-1       |           |
| 09/06/1968 | Hertha BSC Berlin – Rot-Weiss Essen     | 2-0       |           |
| 09/06/1968 | SV Alsenborn – 1. SC Göttingen 05       | 2-2       |           |
| 12/06/1968 | 1. SC Göttingen 05 – Hertha BSC Berlin  | 0-0       |           |
| 12/06/1968 | Rot-Weiss Essen – FC Bayern Hof 1910    | 1-1       |           |
| 16/06/1968 | FC Bayern Hof 1910 – 1. SC Göttingen 05 | 5-1       |           |
| 16/06/1968 | Hertha BSC Berlin – SV Alsenborn        | 1-1       |           |
| 19/06/1968 | 1. SC Göttingen 05 – Rot-Weiss Essen    | 1-0       |           |
| 19/06/1968 | SV Alsenborn – FC Bayern Hof 1910       | 2-1       |           |
| 23/06/1968 | FC Bayern Hof 1910 – Hertha BSC Berlin  | 2-3       |           |
| 23/06/1968 | Rot-Weiss Essen – SV Alsenborn          | 3-2       |           |

##### Classement
|   |   |                    | M | G | N | P | +  | -  | DB | Pts |
| - | - | ------------------ | - | - | - | - | -- | -- | -- | --- |
| P | 1 | Hertha BSC Berlin  | 8 | 4 | 3 | 1 | 12 | 7  | +5 | 11  |
|   | 2 | Rot-Weiss Essen    | 8 | 3 | 3 | 2 | 9  | 9  | 0  | 9   |
|   | 3 | SV Alsenborn       | 8 | 3 | 2 | 3 | 12 | 14 | -2 | 8   |
|   | 4 | 1. SC Göttingen 05 | 8 | 3 | 1 | 4 | 10 | 11 | -1 | 7   |
|   | 5 | FC Bayern Hof 1910 | 8 | 1 | 2 | 5 | 12 | 14 | -2 | 4   |